# 니시가호역
니시가호역(일본어: 西ヶ方駅)은 일본 고치현 시만토시에 위치한 시코쿠 여객철도 요도 선의 철도역이다. 역 번호는 G35이며, 단선 승강장 1면 1선의 구조를 갖춘 지상역이다.

## 역 주변
- 히로미 강

## 역사
- 1953년 3월 26일 : 일본국유철도의 역으로서 개업.
- 1987년 4월 1일 : 일본국유철도 분할 민영화에 의해, 시코쿠 여객철도가 승계.

## 인접 역
| 시코쿠 여객철도 요도 선     | 시코쿠 여객철도 요도 선 | 시코쿠 여객철도 요도 선       |
| --------------------------- | ----------------------- | ----------------------------- |
| G 34 에카와사키 와카이 방면 | 요도 선                 | 마쓰치 G 36 기타우와지마 방면 |